# Pleurolabus munroi
Pleurolabus munroi es una especie de coleóptero de la familia Attelabidae.

## Distribución geográfica
Habita en Sudáfrica.